# Huaycán
 (février 2021).
La mise en forme du texte ne suit pas les recommandations de Wikipédia : il faut le « wikifier ».
Les points d'amélioration suivants sont les cas les plus fréquents :
- Les titres sont pré-formatés par le logiciel. Ils ne sont ni en capitales, ni en gras.
- Le texte ne doit pas être écrit en capitales (les noms de famille non plus), ni en gras, ni en italique, ni en « petit »…
- Le gras n'est utilisé que pour surligner le titre de l'article dans l'introduction, une seule fois.
- L'italique est rarement utilisé : mots en langue étrangère, titres d'œuvres, noms de bateaux, etc.
- Les citations ne sont pas en italique mais en corps de texte normal. Elles sont entourées par des guillemets français : « et ».
- Les listes à puces sont à éviter, des paragraphes rédigés étant largement préférés. Les tableaux sont à réserver à la présentation de données structurées (résultats, etc.).
- Les appels de note de bas de page (petits chiffres en exposant, introduits par l'outil «  Source ») sont à placer entre la fin de phrase et le point final[comme ça].
- Les liens internes (vers d'autres articles de Wikipédia) sont à choisir avec parcimonie. Créez des liens vers des articles approfondissant le sujet. Les termes génériques sans rapport avec le sujet sont à éviter, ainsi que les répétitions de liens vers un même terme.
- Les liens externes sont à placer uniquement dans une section « Liens externes », à la fin de l'article. Ces liens sont à choisir avec parcimonie suivant les règles définies. Si un lien sert de source à l'article, son insertion dans le texte est à faire par les notes de bas de page.
- La présentation des références doit suivre les conventions bibliographiques. Il est recommandé d'utiliser les modèles {{Ouvrage}}, {{Chapitre}}, {{Article}}, {{Lien web}} et/ou {{Bibliographie}}. Le mode d'édition visuel peut mettre en forme automatiquement les références.
- Insérer une infobox (cadre d'informations à droite) n'est pas obligatoire pour parachever la mise en page.

Pour une aide détaillée, merci de consulter Aide:Wikification.
Si vous pensez que ces points ont été résolus, vous pouvez retirer ce bandeau et améliorer la mise en forme d'un autre article.
Huaycán (officiellement nommée Comunidad urbana autogestionaria de Huaycán) est une ville de Lima, au Pérou, située dans le district d'Ate, à environ 16,5 kilomètres à l'est de Lima. Il abrite des milliers de colons immigrés de différentes régions du Pérou, qui cherchent à améliorer leur niveau de vie et leurs opportunités d'emploi dans la ville de Lima,.
Huaycán est également un site archéologique remarquable.

## Sites d'intérêt
La zone archéologique monumentale Huaycán de Pariachi,,,, centre archéologique préhispanique, conserve des échantillons et des richesses de l'expressivité de construction des anciens Péruviens. Son entrée est située dans l'une des courbes de l'avenue Los Incas qui borde le quartier El Descanso depuis 1972. Le 10 octobre 2000, elle a été déclarée Patrimoine Culturel de la Nation, ce qui renforce l'intangibilité des zones, son vrai nom est le Huaycán Complexe monumental archéologique de Pariachi.
La cathédrale San Andrés de Huaycán, fondée dans les années 90, est située dans l'actuel centre civique de Huaycán, c'est la plus haute représentation du catholicisme dans le cône oriental et le siège titulaire de l'évêque du diocèse de Chosica.
L'hôpital de Huaycán, qui a d'abord été un poste de santé créé en septembre 1984, puis le 31 juillet 2003 par la résolution ministérielle n ° 0868-2003-SA / DM, le centre de santé a été élevé dans la catégorie de l'hôpital de faible complexité I, est actuellement situé à Av JC Mariátegui S / N Zone "B".
Le Parque industrial de Huaycán, fondé en 1998, est situé sur le côté gauche de la crique venant de l'autoroute centrale à travers l'avenue Andrés Avelino Cáceres, concentre le développement productif de cinq grands secteurs économiques, la métallurgie, le bois, le textile, la chaussure et l'artisanat .

## Galerie

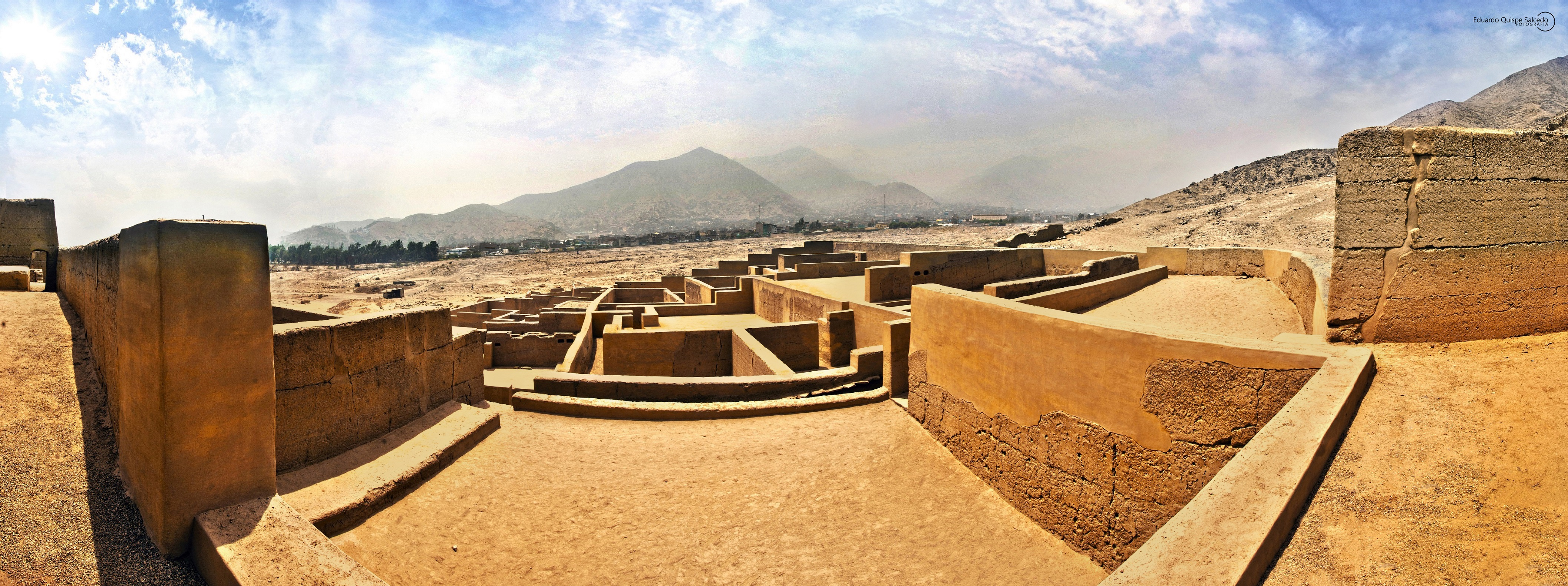
Le site archéologique de Huaycán de Pariachi. Avril 2014.
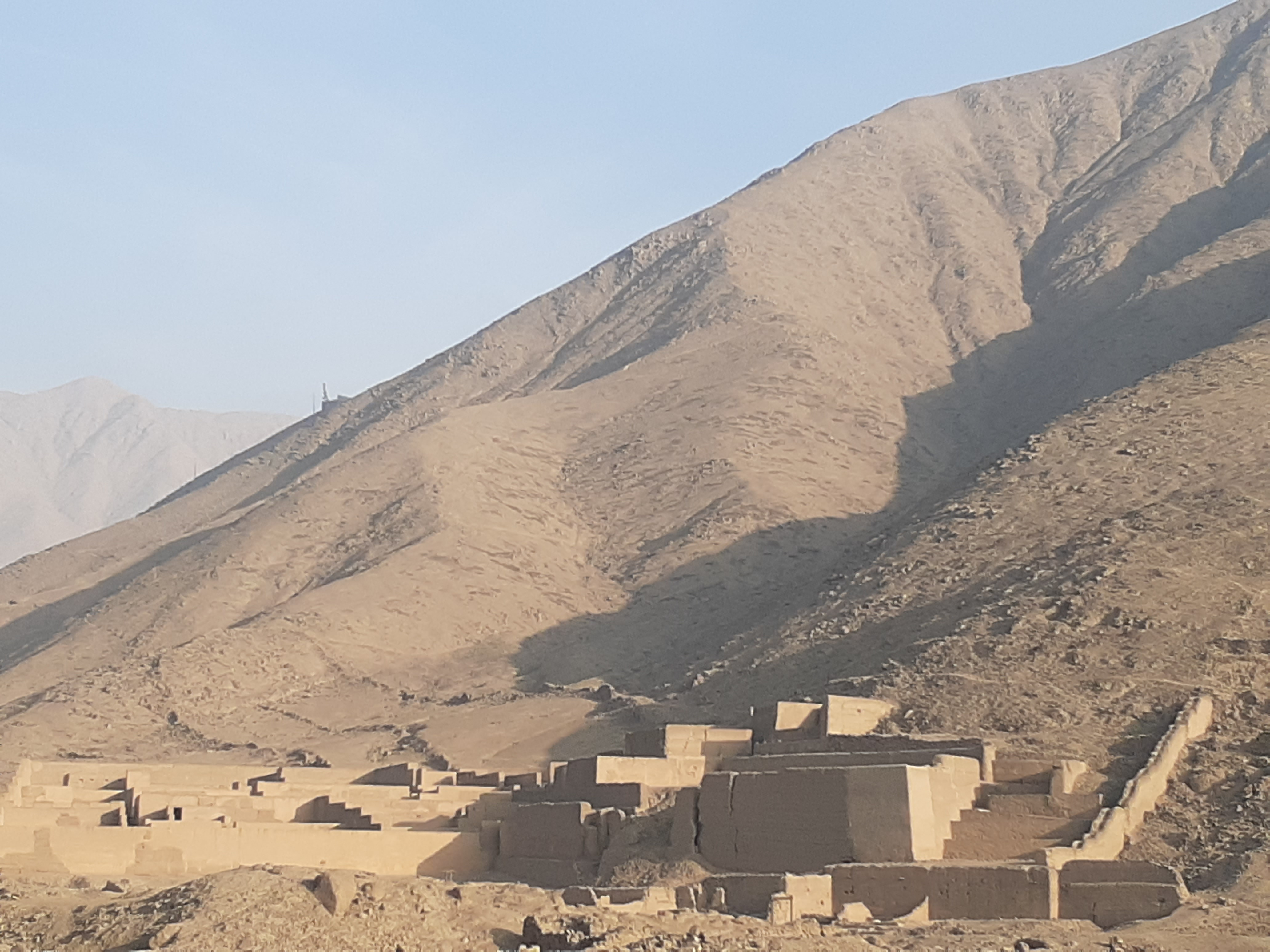
Site archéologique de Huaycán de Pariachi
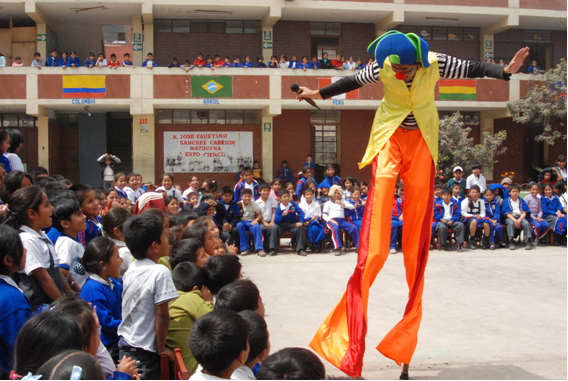
Campagne dans les écoles de Huaycán
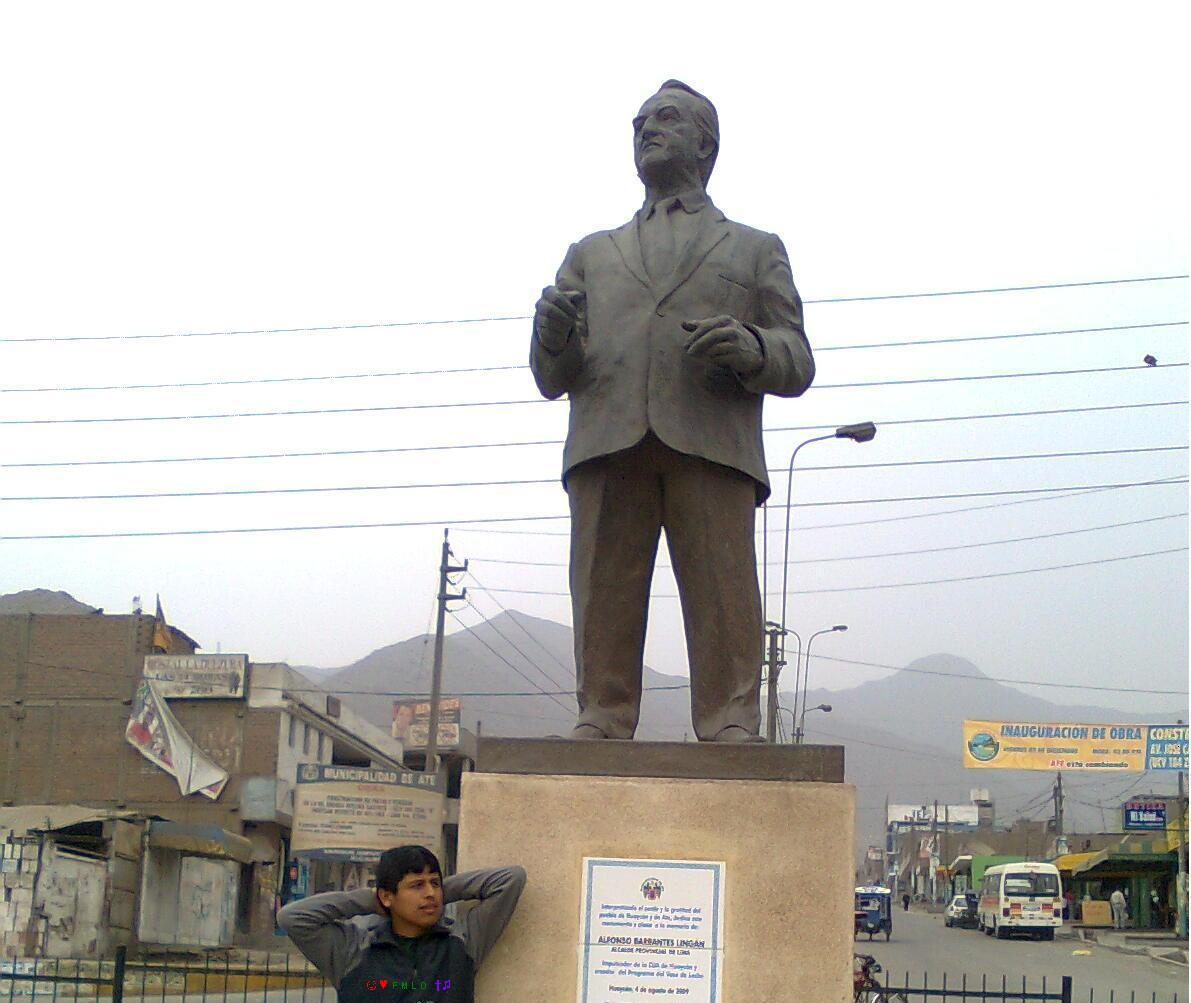
Monument à l'ex-maire Alfonso Barrantes